# Municipio de Plain (Dakota del Norte)
El municipio de Plain (en inglés: Plain Township) es un municipio ubicado en el condado de Renville en el estado estadounidense de Dakota del Norte. En el año 2010 tenía una población de 30 habitantes y una densidad poblacional de 0,32 personas por km².

## Geografía
El municipio de Plain se encuentra ubicado en las coordenadas 48°30′36″N 101°38′11″O / 48.51000, -101.63639. Según la Oficina del Censo de los Estados Unidos, el municipio tiene una superficie total de 93.58 km², de la cual 92,66 km² corresponden a tierra firme y (0,97 %) 0,91 km² es agua.

## Demografía
Según el censo de 2010, había 30 personas residiendo en el municipio de Plain. La densidad de población era de 0,32 hab./km². De los 30 habitantes, el municipio de Plain estaba compuesto por el 100 % blancos. Del total de la población el 0 % eran hispanos o latinos de cualquier raza.